# Parel van Bao Dai
De Parel van Bao Dai (Engels: "Pearl of Bao Dai", ook wel "Sunrise Pearl" of "Parel van de Dageraad" genoemd) is een grote ronde gele parel. Grote gele parels zonder parelmoer worden in de Melo melo, een slak in de Zuid-Chinese Zee, gevonden.

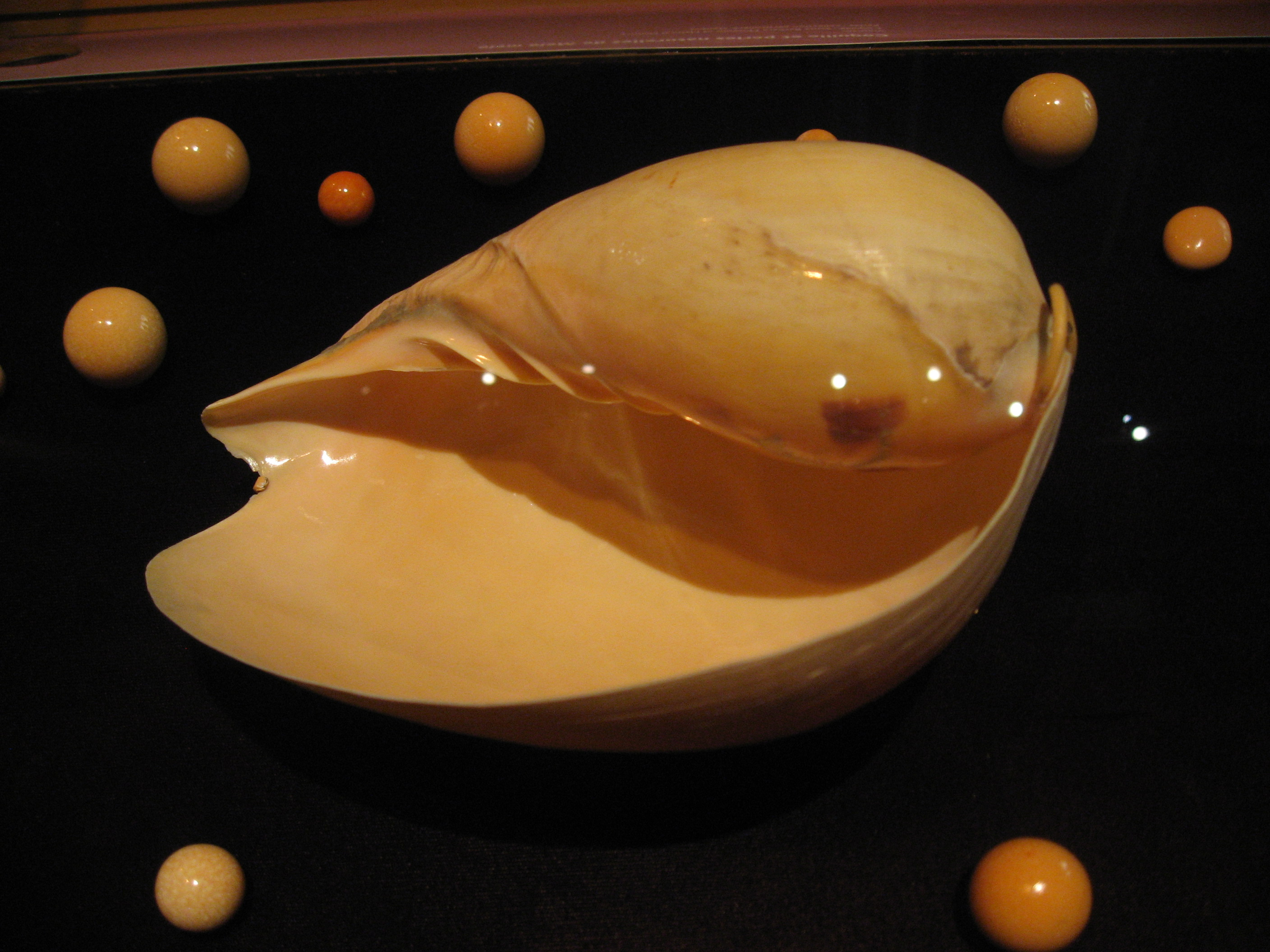
Melo melo met parels

De Parel van Bao Dai is ongeveer zo groot als een pingpongbal. Ze meet 37,97 × 37,58 millimeter en weegt 397,52 karaat. Daarmee is het de grootste melo-meloparel ter wereld.
Voor Vietnamese boeddhisten is een grote oranjegele parel een boeddhistisch symbool van perfectie en een van de acht traditionele symbolen of "kostbaarheden" van Boeddha. De Vietnamese keizers verzamelden dergelijke parels. Deze werden niet doorboord, gemonteerd of gedragen, maar ze werden als object van devotie of contemplatie bewaard.
De verbannen Vietnamese keizer Bảo Đại (gestorven in 1997) heeft de parel bezeten. De parel werd eind jaren 90 van de 20e eeuw verkocht. De nieuwe eigenaar noemde de parel de "Sunrise Pearl". De intens roodoranje kleur deed hem denken aan die van de zon die net boven de horizon verschijnt.
Abernathyparel ·
Parel van Bao Dai · 
La Pelegrina · 
Gogibus ·
Shah Sofi ·
La Peregrina ·
Sara/Tavernier/Shaista Khan · 
Parel van Allah ·
Parel van Karel I ·
Parel van Karel II ·
Jomonparel · 
Greshamparel ·
La Reine des Perles ·
Abernathyparel · 
La Huerfana · 
De Hopeparel · 
Imperial Hong Kong Pearl ·
La Régente ·
Parel van Koeweit ·
Manciniparels · 
Drexelparel ·
De Parel van Azië · 
Arco-Valleyparel · 
Christopher Walling Abaloneparel · 
Survivalparel · 
Oviedoparel ·
Queen/Patersonparel